# 手塚紗掬
手塚 紗掬（てづか さきく、1980年3月3日 - ）は、日本プロ麻雀連盟に所属する女性プロ雀士。本名は佐々木 紗掬（旧姓：手塚）。北海道幌泉郡えりも町出身、國學院大學神道専修学科卒。夫は日本プロ麻雀連盟所属の佐々木寿人。

## 略歴
- 日本プロ麻雀協会退会後日本麻雀機構に移籍、しばらくはフリープロとして活動していたが、半年間の研修期間を経て[要出典]2012年9月1日[要出典]付けで日本プロ麻雀連盟に入会した[1][2]。
- 実家は出身地の住吉神社。神職（正階）の資格を持つ。「紗掬」という名前は、宮司だった祖父が祝詞の中の「幸（さき）く」から取って命名したものである[2]。
- 8人兄弟の長女。2つ上の兄と4人の弟と妹がいる[3]。兄は北海道を拠点に活動するモデルの手塚裕警。
- 2008年11月5日、上田唯・桜庭史恵・成瀬朱美と手塚の4人の女性麻雀士によるユニット「雀」で、CDデビュー[4]。
- 2008年夏ごろ、プロ雀士の佐々木寿人と結婚[5]。2010年3月27日、長女を出産[6]。
- 冷静沈着な打ち筋と、冷酷なまでに和了り続けるその雀風より、「ダイヤモンドダスト」の異名を持つ。
- 2017年5月、第2子となる長男を出産[7]。

## 獲得タイトル
- 女流雀王（第1期）
- 麻雀カボ オーロラカップ 優勝

## 作品

### 一般DVD
- プロ麻雀リーグ 女流雀士編（2005年3月30日、エイベックス）

## 出演

### テレビ
- モンド21麻雀プロリーグ（MONDO21）

## その他

### カレンダー
- 日本プロ麻雀連盟 2021年度 卓上カレンダー（2020年10月30日、日本プロ麻雀連盟）
- 日本プロ麻雀連盟 2022年度 卓上カレンダー（2021年10月29日、日本プロ麻雀連盟）
- 日本プロ麻雀連盟 2023年度 卓上カレンダー（2022年10月29日、日本プロ麻雀連盟）
- 日本プロ麻雀連盟 2024年度 卓上カレンダー（2023年10月28日、日本プロ麻雀連盟）